# 장슬기 (희극인)
장슬기(1989년 6월 12일 ~ )는 대한민국의 개그우먼이다.

## 출연 작품
- 웃음을 찾는 사람들 (SBS)
  - 재밌게 사는 법
  - 초사랑
  - 해석남녀
  - YOP
- 개그투나잇 (SBS)
  - 쇼미더개그
  - 티많이납니까?
  - 리쌈
  - 수간호사